# 330.
330. je četrto desetletje v 4. stoletju med letoma 330 in 339. 